# Zaak-"Jezus redt"

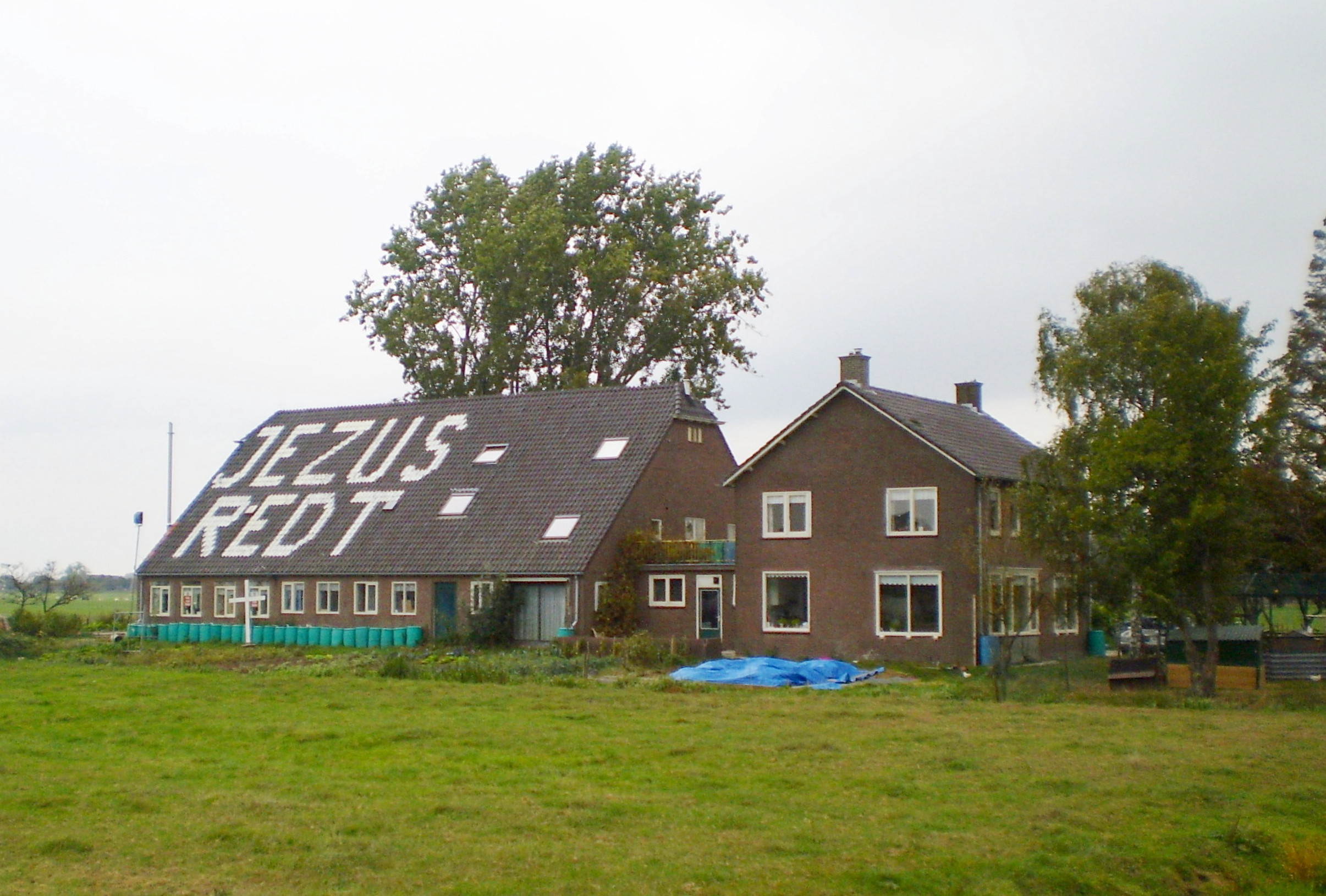
De tekst in kwestie, in de aanvankelijke kleurstelling (september 2009)

De zaak-"Jezus redt" betreft een evangeliserende tekst op een boerderijdak in de Nederlandse plaats Giessenburg.

## Achtergrond
De boerderij in kwestie, genaamd "Giessen-Staete", is eigendom van de familie Van Ooijen. Boer Joop van Ooijen en zijn vrouw Petra hebben naar eigen zeggen jaren geleden een radicale bekering tot het christelijk geloof doorgemaakt. Joop van Ooijen begon in 2003 met het bedrijven van evangelisatie door folders uit te delen op wielerkoersen waar zijn zoons aan meededen. Na een aanrijding waar een van zijn zoons bij betrokken was, keerde Van Ooijen zich van de in zijn ogen liefdeloze wielerwereld af en legde hij zich nog meer toe op verspreiding van het evangelie. Dagelijks gaat de vader van zestien kinderen de straat op om te proberen mensen in de Alblasserwaard te overtuigen van de boodschap van eeuwig leven door Jezus. Ook gebruiken hij en zijn mede-evangelisten andere middelen, zoals het plaatsen van spandoeken langs de snelweg.

## Het dakopschrift
Aanvankelijk stond er alleen een spandoek met het opschrift “JEZUS LEEFT” in de tuin van de boerderij aan de A.M.A. van Langeraadweg te Giessenburg. Dat vond Van Ooijen echter niet genoeg, “want hier aan dit doodlopende straatje zien alleen fietsers dat”. Met verf die normaal gesproken gebruikt wordt om verkeerstekens op asfalt aan te brengen, werd in de zomer van 2008 de westelijke dakhelling van het grootste dak van de boerderij beklommen en kreeg een aantal grijze dakpannen een witte verflaag, zodat de tekst JEZUS REDT ontstond. Dit opschrift is ook goed zichtbaar vanaf de N216, die kruist met de Van Langeraadweg. Om te zorgen dat de tekst ook in het donker zichtbaar is, hebben de Van Ooijens er schijnwerpers op gericht.

## Juridische strijd

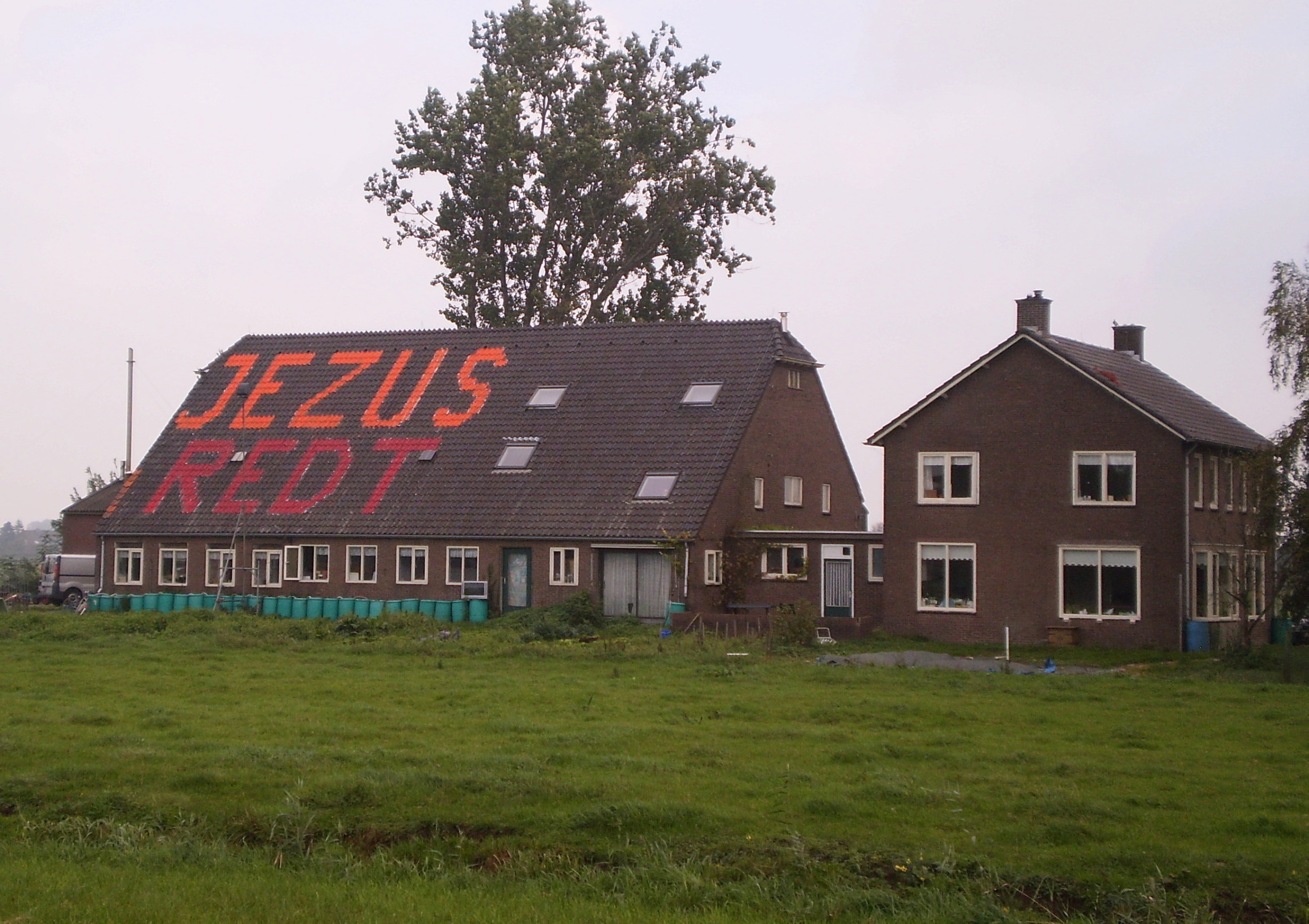
De kleurstelling vanaf 31 augustus 2010

De (toenmalige) gemeente Giessenlanden, waarin de boerderij staat, kwam kort na de voltooiing van de tekst ertegen in het geweer. In een brief aan Van Ooijen gaf de gemeente te kennen dat de tekst niet in het landschap past: volgens de regels van de gemeentelijke welstandsnota en van de Woningwet zouden de letters te groot en te contrasterend zijn. En aangezien Van Ooijen geen vergunning had, werd van een overtreding gesproken en gedreigd met een boete van 500 euro per week. Hij bleek echter van meet af aan niet van plan de tekst van zijn dak te verwijderen. Volgens Van Ooijen zijn er grondrechten zoals de vrijheid van meningsuiting en vrijheid van godsdienst in het geding en hij bleek hierin steun te krijgen uit uiteenlopende hoeken, ook van mensen die zijn boodschap niet ondersteunen. De gemeente gaf aan dat er niets meer aan de hand zou zijn als de boodschap een kleiner oppervlak zou beslaan. Van Ooijen weigerde dit en wees een aantal malen op andere grote opschriften die in de gemeente voorkomen, zoals op het dak van een manege, en op grote reclame-uitingen langs snelwegen en winkelcentra.
De juridische strijd werd zodoende een langdurig verhaal. Er werd een speciale bezwaarschriftencommissie in het leven geroepen en er werd in de zomer van 2009 een hoorzitting gehouden over de zaak. De uitkomst hiervan was dat de gemeente in het gelijk werd gesteld. De familie Van Ooijen ondernam echter geen actie om de gewraakte tekst te verwijderen. Integendeel: er kwam een nieuwe verflaag over de letters om slijtage tegen te gaan. Ook bepaalde de bestuursrechter te Dordrecht enige tijd later dat de gemeente zich opnieuw over de zaak zou moeten buigen en dat tot die tijd het opschrift niet verwijderd hoefde te worden. Van Ooijen kon zich wel vinden in die uitspraak (een vernietiging van het besluit van de gemeente), maar was van mening dat de rechtbank eigenlijk had moeten oordelen dat het besluit in strijd was met de godsdienstvrijheid. Daarom ging hij samen met zijn juridisch adviseurs tegen de rechterlijke uitspraak in beroep bij de Afdeling bestuursrechtspraak van de Raad van State, het hoogste rechtscollege in Nederland.
Op 3 december 2009 kwam het alsnog tot handhaving. De gemeente Giessenlanden legde Van Ooijen een dwangsom van 15.000 euro op. Hij maakte ook deze maatregel aanhangig bij de Raad van State. Hierbij haalde hij echter bakzeil: de Raad van State oordeelde op 14 juli 2010 dat de gemeente gelijk had. Toen dat bekend werd kondigde de boer aan naar het Europees Hof voor de Rechten van de Mens te zullen stappen, iets waar hij eerder al op had gezinspeeld.

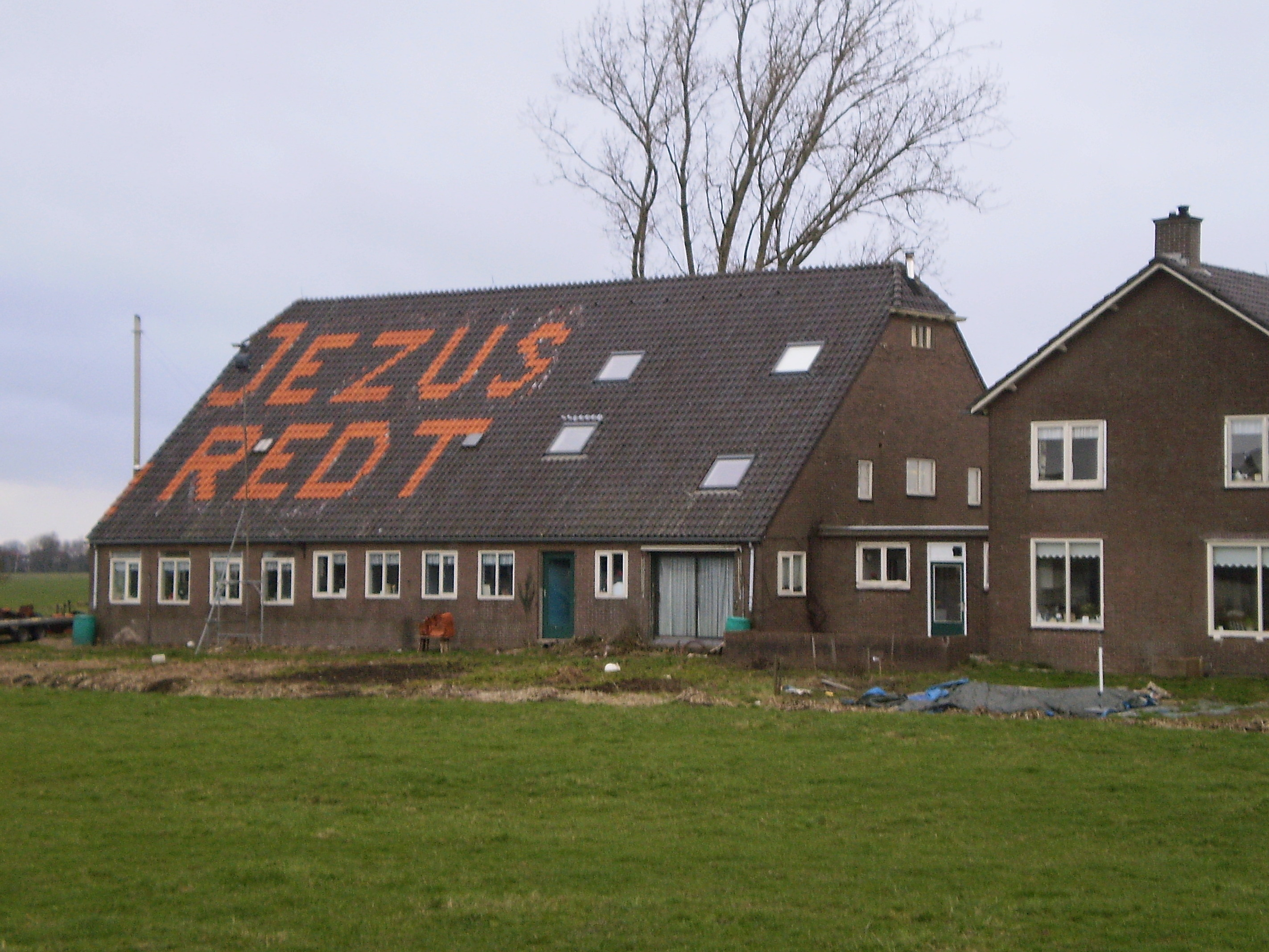
De situatie vanaf eind 2010

Om de tekst toch op het dak te houden zijn de letters op 31 augustus 2010 door een aantal jongeren oranje (JEZUS) en rood (REDT) geverfd, de gemeente had namelijk verordend dat de witte dakpannen moesten verdwijnen. "Jezus is Koning en oranje duidt op Zijn Goddelijke Koningschap. De kleur rood verwijst naar zijn bloed, het offer dat Jezus moest brengen om ons mensen allemaal te redden", zo lichtte Van Ooijen de nieuwe kleuren toe. De gemeente Giessenlanden besloot ondanks deze situatiewijziging tot handhaving over te gaan; Van Ooijen kreeg een dwangsom opgelegd van 500 euro per week dat de oranje-rode tekst zou blijven staan. Zijn advocate kondigde nieuwe juridische stappen aan. In een kort geding kreeg Van Ooijen gelijk. De gemeente Giessenlanden moest stoppen met het innen van dwangsommen, omdat in haar besluit niets stond over oranje en rode letters.
In november 2010 bereikten Giessenlanden en Van Ooijen een compromis om aan het conflict een einde te maken: De tekst zou kleiner worden (de letters zouden niet langer 13, maar 10 dakpannen hoog zijn) en opgemaakt in klassieke oranje dakpannen. Inmiddels is uitvoering gegeven aan dit compromis.

## Publiciteit
Na een optreden van Joop van Ooijen in het programma Knevel & Van den Brink op 25 augustus 2010 was zijn daktekst een van de zogeheten trending topics op Twitter. Ook was dakevangelist, een aanduiding voor Van Ooijen die regelmatig in de pers opdook, in 2010 kandidaat in de verkiezing van het Woord van het jaar van Van Dale. In de categorie 'Lifestyle' behaalde het de derde plaats.
Vanaf 2012 voert Van Ooijen een plakcampagne met zijn 'Jezus redt'-posters op plakplaatsen in en buiten de regio Giessenburg. Ook met deze campagnes komt hij juridisch in aanvaring met lokale overheden. In september 2013 belandde hij vanwege een plakactie in een politiecel.
De Van Ooijens en hun medestanders hebben verschillende malen aangegeven hoe dan ook blij te zijn met de grote hoeveelheid aandacht voor de boodschap ‘Jezus redt’, die door de zaak is veroorzaakt.

## Politiek
In november 2013 richtte Van Ooijen de politieke partij Jezus Leeft op, die in Giessenlanden en enkele andere gemeenten meedeed aan de gemeenteraadsverkiezingen op 19 maart 2014. De partij haalde nergens een zetel. Als JEZUS LEEFT nam de partij ook deel aan de Europese Parlementsverkiezingen van 2014 met negen kandidaten op de lijst en in 2015 aan de Provinciale Verkiezingen in Noord-Brabant, Flevoland, Utrecht en Zuid-Holland. Aan de Tweede Kamerverkiezingen van 2017 nam de partij in 7 kieskringen deel, maar behaalde opnieuw geen zetels.